# Knocktopher
Knocktopher (auch: Knocktofer oder Knocktover irisch Cnoc an Tóchair) ist ein Dorf im County Kilkenny im mittleren Süden der Republik Irland und hat 450 Einwohnern nach der Volkszählung 2022.

## Lage
Knocktopher liegt etwa 20 Kilometer südlich von Kilkenny im Süden des County Kilkenny. Die M9 führt von Dublin kommend nach Waterford am Westen der Ortschaft vorbei. In Knocktopher selbst kreuzen sich die R699 nach Callan und die R713 nach Ballyhale und Stoneyford.

## Geschichte
Etwas südlich von Knocktopher wurde der Oghamstein von Ballyboodan aus der Zeit zwischen 700 und 900 gefunden. 1356 wurde hier die Knocktopher Abbey von James Butler, 2. Earl of Ormond, errichtet und 1542 wieder aufgelöst. 1735 kehrten die Karmeliten zurück, bis der Konvent 2017 wieder geschlossen wurde.

## Sehenswürdigkeiten

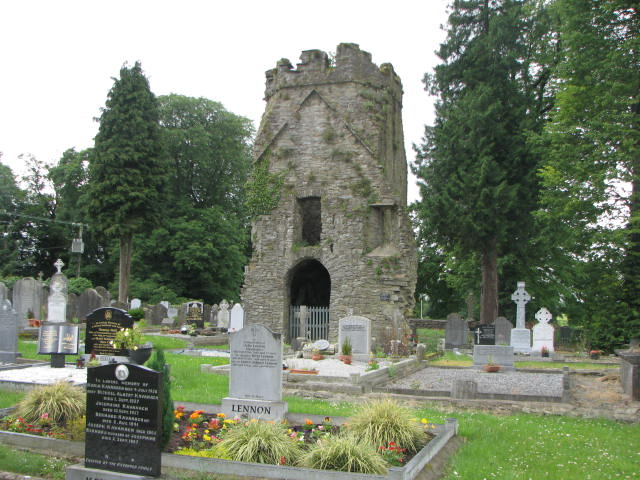
Alte Kirche von Knocktopher
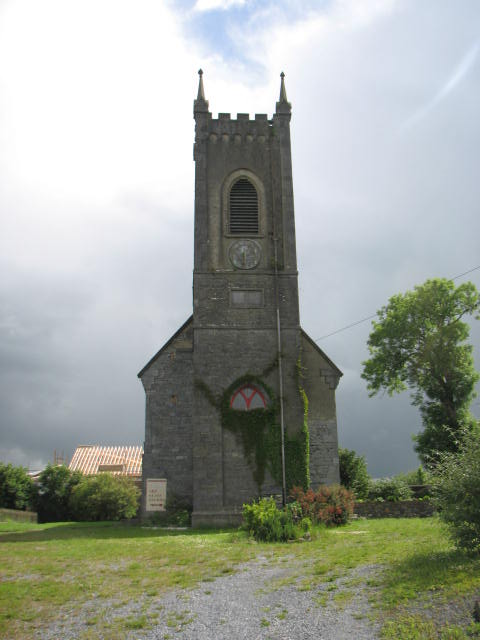
anglikanische Kirche
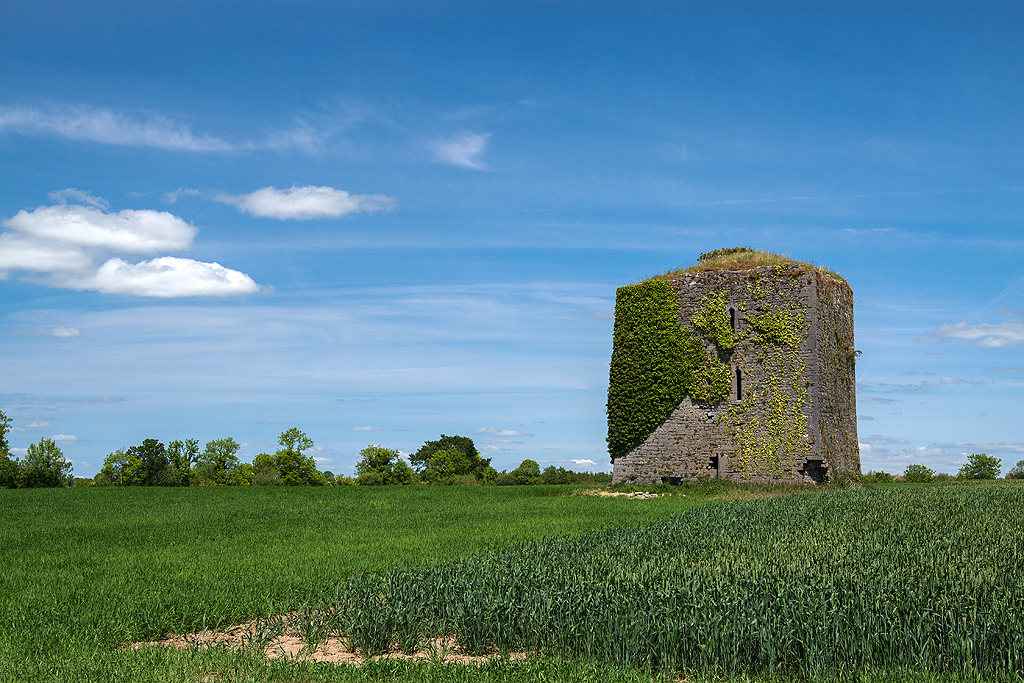
Castle Columb
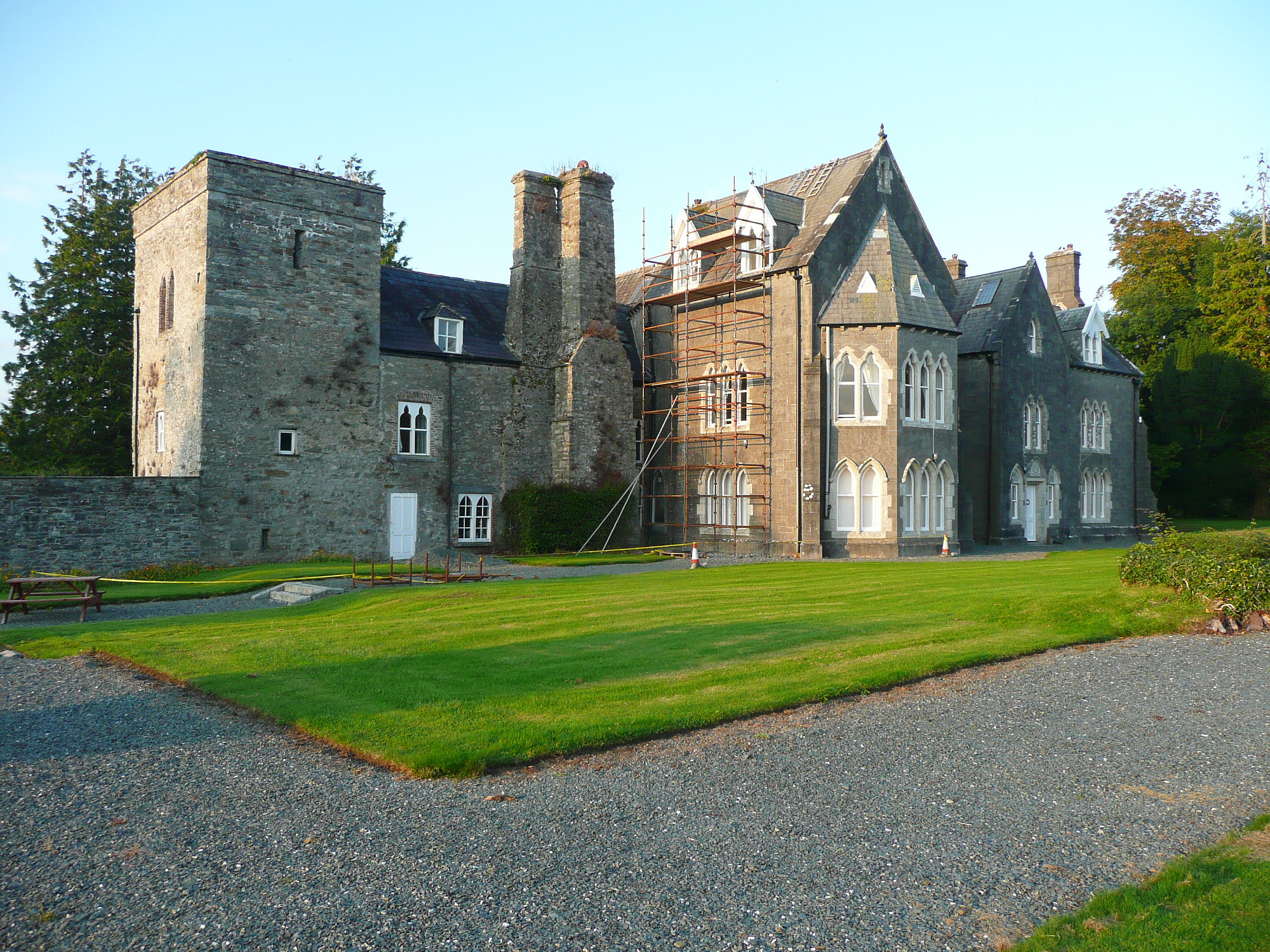
Knocktopher Abbey
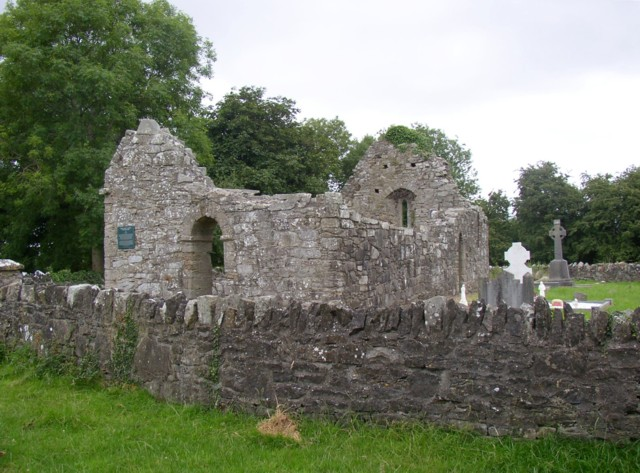
Sheepstown Church

- Alte Kirche von Knocktopher
- Anglikanische Kirche
- Castle Columb
- Knocktopher Abbey
- Sheepstown Church